# Eysturoy
Eysturoy (dán.: Østerø, isl.: Austurey, čes.: východní ostrov) je druhý největší a nejlidnatější ostrov Faerských ostrovů.
Má 286,3 km² a 10 810 obyvatel. Na západě je Eysturoy oddělen od ostrova Streymoy průlivem Sundini. Eysturoy je velmi hornatý, je zde 66 hor, z nichž největší Slættaratindur měří 882 m. Nachází se zde 8 kommun, důležitými městy jsou na severu Fuglafjørður a na jihu Runavík a Nes. Fuglafjørður je největším městem na ostrově s 1 542 obyvateli. 0,7 % ostrova tvoří voda, z toho nejvíce jezera Eiðisvatn a Toftavatn.

## Obce

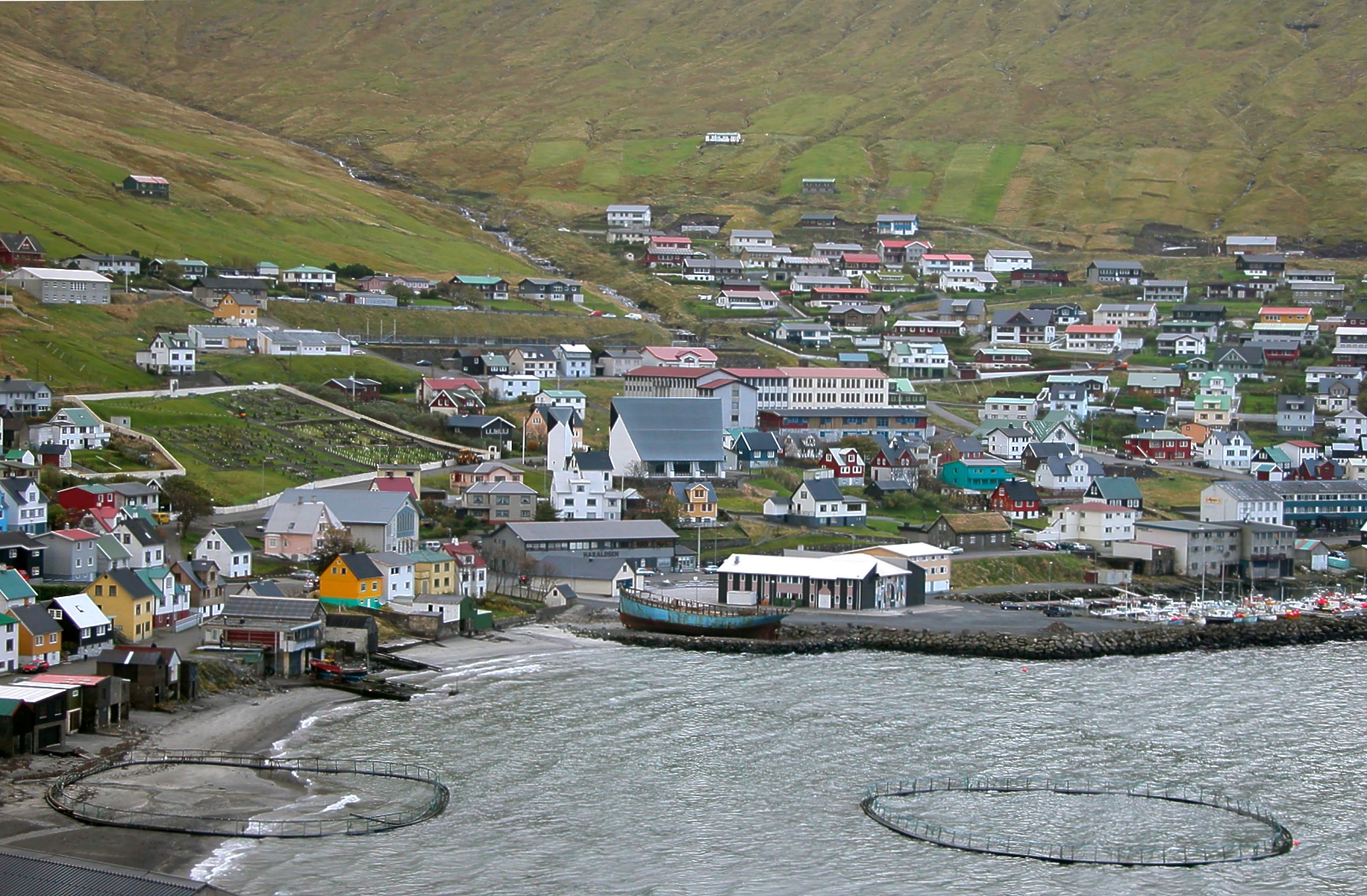
Obec Fuglafjørður

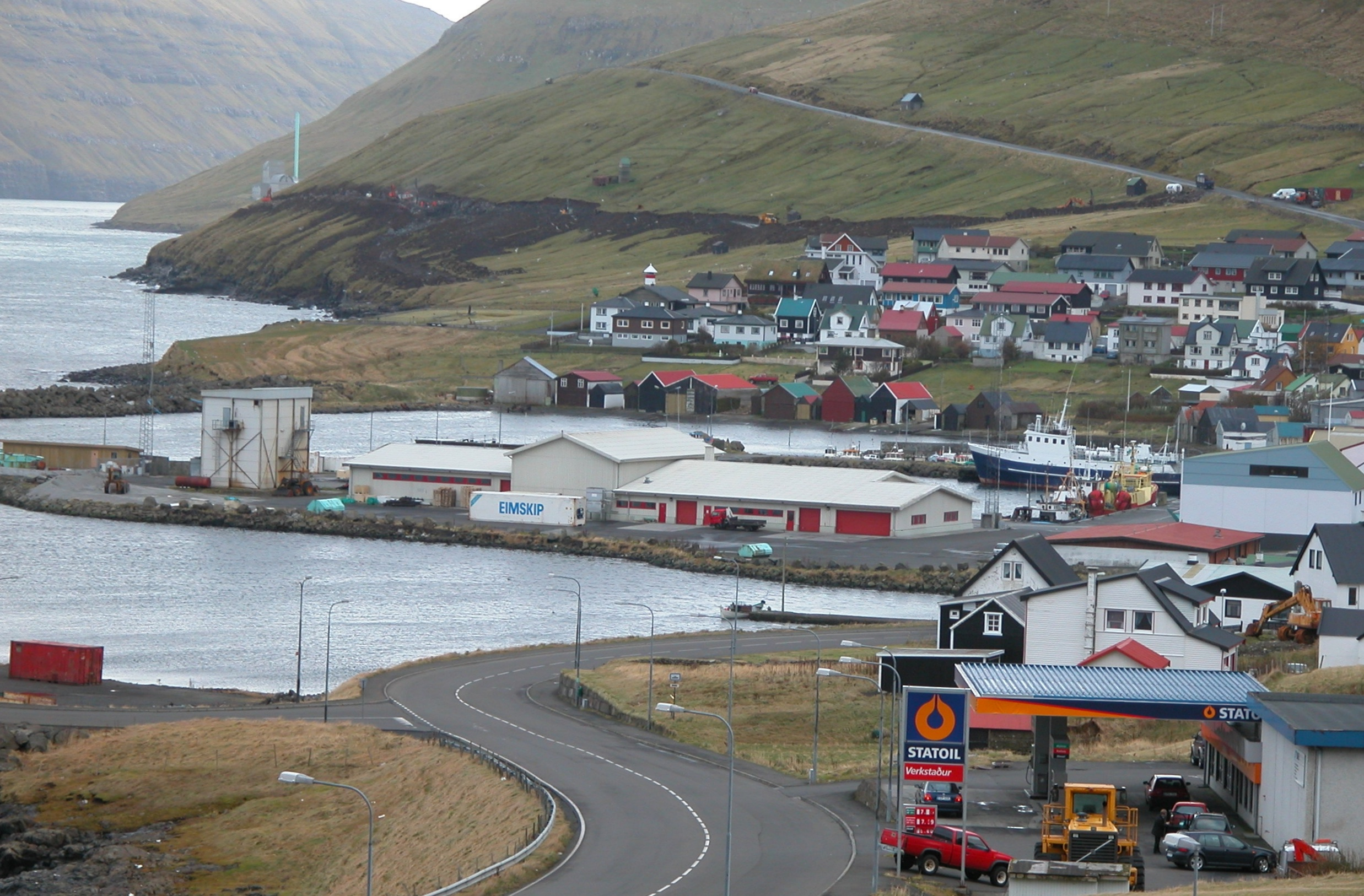
Obec Leirvík

Seznam obcí na ostrově Eysturoy:
| 1. Eiði 2. Elduvík 3. Fuglafjørður 4. Funningsfjørður 5. Funningur 6. Gjógv 7. Glyvrar 8. Gøtueiði 9. Gøtugjógv 10. Hellur 11. Innan Glyvur 12. Kolbanargjógv 13. Lambareiði 14. Lambi 15. Leirvík 16. Ljósá 17. Morskranes 18. Nes 19. Norðragøta | 1. Norðskáli 2. Oyndarfjørður 3. Oyrarbakki 4. Oyri 5. Rituvík 6. Runavík 7. Saltangará 8. Saltnes 9. Selatrað 10. Skálabotnur 11. Skáli 12. Skipanes 13. Strendur 14. Svínáir 15. Syðrugøta 16. Søldarfjørður 17. Toftir 18. Æðuvík |

## Slættaratindur

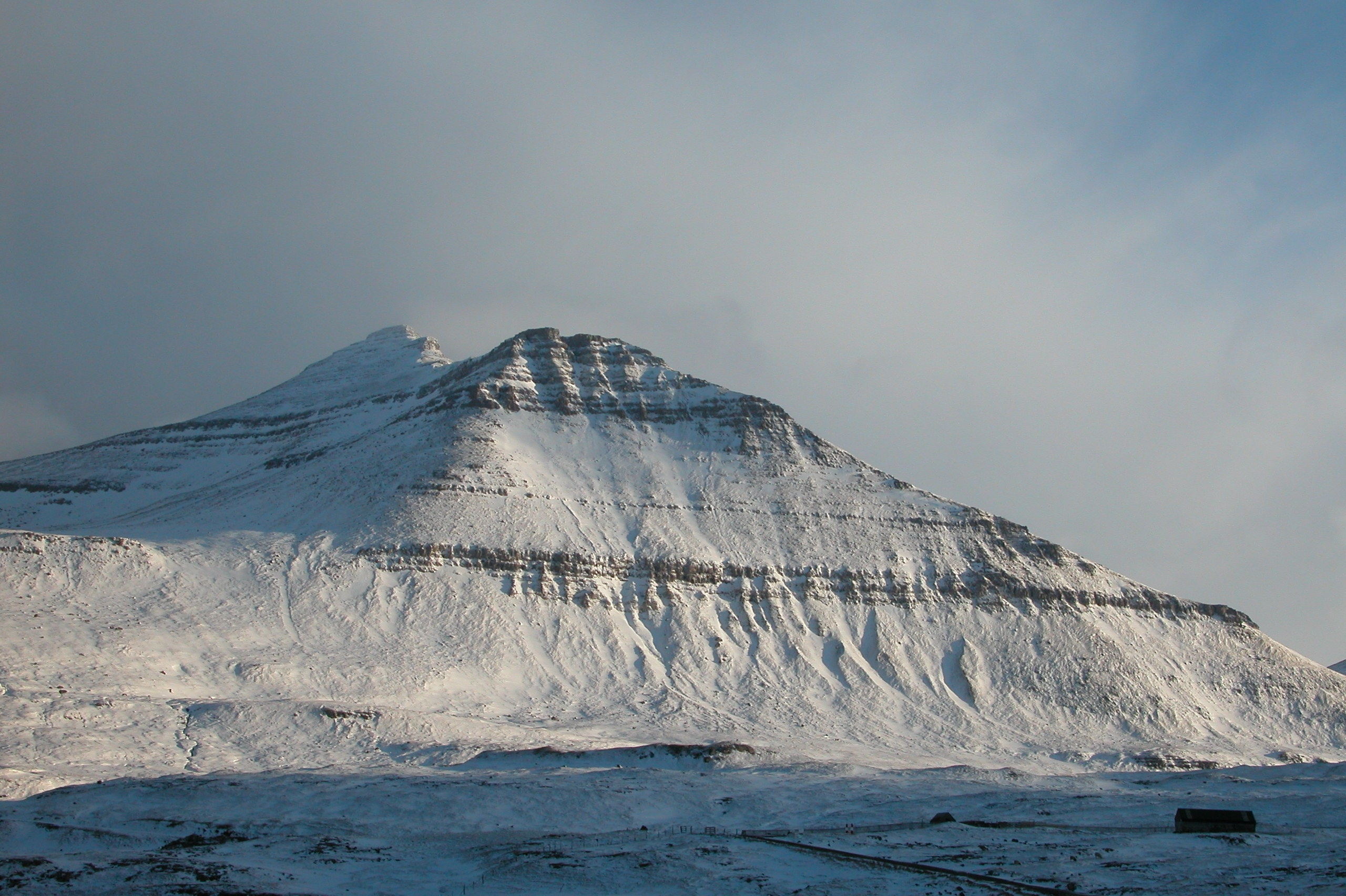
Slættaratindur

Slættaratindur je se svou výškou 882 m nejvyšší horou Faerských ostrovů. Nachází se na severní části ostrova Eysturoy mezi vesnicemi Eiði, Gjógv a Funningur. Je to jedna z deseti faerských hor přesahujících nadmořskou výšku 800 m. Druhá nejvyšší hora souostroví, Gráfelli, leží severovýchodně od Slættaratinduru. Jméno Slættaratindur znamená ve faerštině plochý vrch. Vrcholu se dá dosáhnout během čtyř hodin a přestože jsou cesty strmé, k jeho dosažení není zapotřebí odborných horolezeckých znalostí. Při dobrém počasí je z vrcholu rozhled na celé souostroví.

## Doprava
Eysturoy je s největším a nejlidnatějším ostrovem Streymoy spojen mostem Brúgvin um Streymin přes průliv Sundini. U města Leirvík na východě ostrova je podmořský tunel Norðoyatunnilin, spojující ostrov Eysturoy a ostrov Borðoy, na kterém se nachází druhé největší město Klaksvík. Další podmořský tunel Eysturoyartunnilin (otevřen v roce 2020) spojuje osady na jihu ostrova Runavík a Strendur s hlavním městem Tórshavn na ostrově Streymoy.

## Zajímavá místa

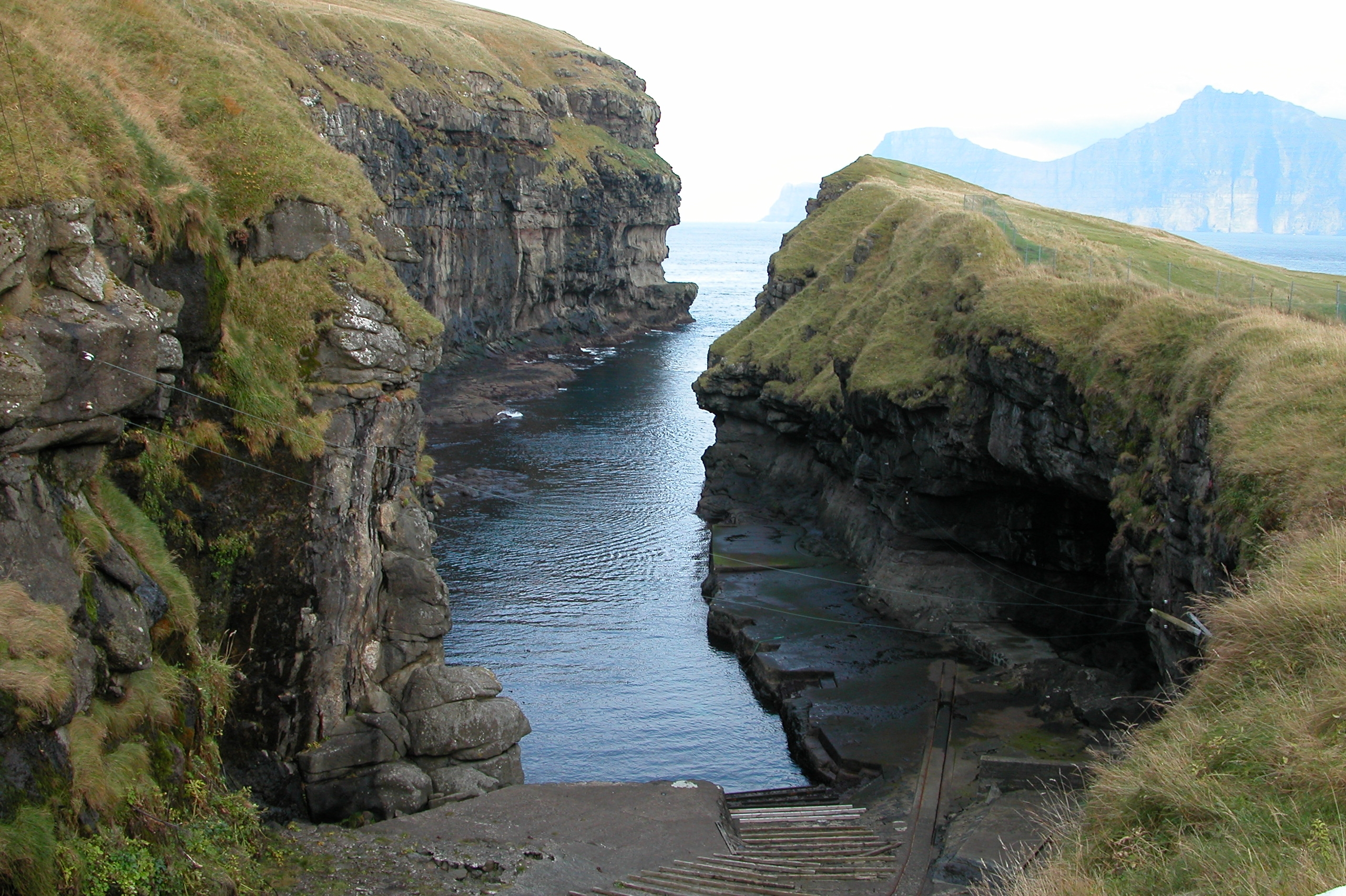
Přírodní přístav v obci Gjógv

Mezi zajímavá místa na ostrově patří vesnice Eiði a Gjógv, ve druhé zmíněné se nachází přírodní přístav umístěný mezi skálami. Ve vesnici Norðragøta se nachází historické muzeum Blásastova a ve Fuglafjørðuru naleznete varmakelda (termální prameny), které svědčí o vulkanickém původu souostroví. U severního cípu ostrova jsou čedičové útesy Risin og Kellingin (Obr a Čarodějnice).